# عرض لوني تونز
عرض لوني تونز (بالإنجليزية: The Looney Tunes Show)‏ هو مسلسل رسوم متحركة أمريكي من إنتاج وارنر براذرز أنيميشن، بدأ عرض على قناة كرتون نتورك في عام 2011 وانته عرض في أواخر عام 2014, تم عرض الموسم الأول مدبلج بالعربية على إم بي سي 3 بالدبلجة اللبنانية وبعدها عرض الموسم الثاني على كرتون نتورك بالعربية بالدبلجة السورية وبعدها عرض الموسم الثاني على إم بي سي 3 بالدبلجة اللبنانية.

## الشخصيات

### الشخصيات الرئيسية
- باغز باني (صوت جيف بيرغمان، ناجي مخول، حسن مهدي في الدبلجة اللبنانية، طالب الرفاعي، رأفت بازو في الدبلجة السورية)
- دافي داك (صوت جيف بيرغمان، حسان حمدان في الدبلجة اللبنانية، محمد حداقي في الدبلجة السورية)
- بوركي بيغ (صوت بوب بيرغن، شربل أيوب في الدبلجة اللبنانية، عادل أبو حسون في الدبلجة السورية)
- سبيدي غونزالس (صوت فريد آرميسين، حسن مهدي في الدبلجة اللبنانية، فاتن عيدو في الدبلجة السورية)
- يوسيميتي سام (صوت موريس لامارش، ناجي شامل في الدبلجة اللبنانية)
- لولا باني (صوت كريستين ويج، ميرنا الحسيني في الدبلجة اللبنانية، رغدة الخطيب في الدبلجة السورية)
- تينا روسو (صوت جينيفر إسبوسيتو في الموسم الأول، أني مومولو في الموسم الثاني، رانيا مروة في الدبلجة اللبنانية)
- تازماينيان ديفل (صوت جيم كامينجز، جورج دياب في الدبلجة اللبنانية، محمد خرماشو في الدبلجة السورية)
- سلفستر (صوت Joe alaskey، جورج طويل في الدبلجة اللبنانية، أيمن السالك في الدبلجة السورية)
- تويتي (صوت mil blance، رالين داغر في الدبلجة اللبنانية، آمنة عمر في الدبلجة السورية)
- غرابي (صوت june foray، رانية مروة في الدبلجة اللبنانية، آمال سعد الدين في الدبلجة السورية)

### الشخصيات المتناوبة
- مارفن (صوت إريك بوذا، سعد حمدان في الدبلجة اللبنانية، مروان فرحات في الدبلجة السورية)
- فوغهورن ليغهورن (صوت إبراهيم ماضي في الدبلجة اللبنانية)
- إلمر فاد (صوت سمير معلوف في الدبلجة اللبنانية، أيمن السالك في الدبلجة السورية)

### شخصيات أخرى
- والتر باني (صوت ناجي شامل في الدبلجة اللبنانية)
- باتريشيا باني (صوت بثينة شيا في الدبلجة السورية)
- بلاك جاك شلاك (صوت فادي الرفاعي في الدبلجة اللبنانية)
- رودني رابت (صوت إبراهيم ماضي في الدبلجة اللبنانية)

## الأصوات العربية

### الدبلجة اللبنانية
- ناجي مخول - باغز باني (الصوت الأول)
- حسن مهدي - باغز باني (الصوت الثاني)، سبيدي
- حسان حمدان - دافي داك
- شربل أيوب - بوركي بيغ
- ناجي شامل - سام، والتر
- رانيا مروة - تينا، غراني
- إبراهيم ماضي - فوغورن ليغورن، رودي رابيت
- جورج طويل - سلفستر
- رالين داغر - تويتي، الساحرة
- فادي الرفاعي
- رنا الرفاعي
- زينة ضاهر
- سيلفانا فلفلة
- ميرنا الحسيني - لولا باني
- سعد حمدان - مارفين، السلحفاة
- سمير معلوف - إلمير فاد
- ريتشارد ياني
- زياد منذر
- شادي شمص

## الإنتاج
تم الإعلان عن عرض لوني تونز لأول مرة في يوليو 2009.

## وصلات خارجية
- عرض لوني تونز على موقع IMDb (الإنجليزية)
- عرض لوني تونز على موقع روتن توميتوز (الإنجليزية)
- عرض لوني تونز على موقع كينوبويسك (الروسية)
- عرض لوني تونز على موقع ألو سيني (الفرنسية)
- عرض لوني تونز على موقع قاعدة بيانات الفيلم (الإنجليزية)
- عرض لوني تونز في قاعدة بيانات الرسوم المتحركة الكبيرة